# Érick Sánchez (futbolista nacido en 1999)
Érick Daniel Sánchez Ocegueda (Gustavo A. Madero, Ciudad de México, 27 de septiembre de 1999) es un futbolista mexicano. Juega como centrocampista, y su actual equipo es el Club América de la Primera División de México.

## Trayectoria
Sánchez debutó en la Liga MX contra el Deportivo Toluca Fútbol Club el 7 de agosto de 2016 cuando solo tenía 16 años. Ha jugado en todas las divisiones juveniles del Pachuca como Sub-15, Sub-17, Sub-20, Segunda División y su aparición en el equipo de Primera División. A lo largo de su carrera juvenil ha disputado ocho finales, dos con la categoría Sub-15 y seis con la categoría Sub-17.

## Selección nacional
Sánchez fue convocado por Gerardo Martino para participar con la selección absoluta en la Copa de Oro de la Concacaf 2021 y debutó el 14 de julio de 2021 en un partido contra Guatemala.

## Estadísticas
Actualizado al último partido jugado el 2 de junio de 2024.
| C. F. Pachuca · México              |               |               |     |    |    |    |    |     |     |    |
| 1.ª                                 | 2016-17       | 1             | 0   | -  | -  | -  | -  | 1   | 0   |    |
| 1.ª                                 | 2017-18       | 13            | 0   | 10 | 1  | 3  | 0  | 26  | 1   |    |
| 1.ª                                 | 2018-19       | 0             | 0   | 2  | 0  | -  | -  | 2   | 0   |    |
| 1.ª                                 | 2020-21       | 41            | 4   | -  | -  | -  | -  | 41  | 4   |    |
| 1.ª                                 | 2021-22       | 36            | 3   | -  | -  | -  | -  | 36  | 3   |    |
| 1.ª                                 | 2022-23       | 40            | 4   | -  | -  | 2  | 0  | 42  | 4   |    |
| 1.ª                                 | 2023-24       | 32            | 9   | -  | -  | 6  | 0  | 38  | 9   |    |
| Total club                          | Total club    | 163           | 20  | 12 | 1  | 11 | 0  | 186 | 21  |    |
| Mineros · México                    |               |               |     |    |    |    |    |     |     |    |
| 1.ª                                 | 2018-19       | 8             | 1   | 5  | 0  | -  | -  | 13  | 1   |    |
| 1.ª                                 | 2019-20       | 11            | 1   | 4  | 0  | -  | -  | 15  | 1   |    |
| Total club                          | Total club    | 19            | 2   | 9  | 0  | 0  | 0  | 28  | 2   |    |
| Total carrera                       | Total carrera | Total carrera | 182 | 22 | 21 | 1  | 11 | 0   | 214 | 23 |
| (1)Incluye datos de la Copa México. |               |               |     |    |    |    |    |     |     |    |

### Hat-tricks
| 1 | 10 de noviembre de 2023 | Estadio Caliente, Tijuana | Club Tijuana - Pachuca |  | 2 - 3 | Apertura 2023 |

## Palmarés

### Campeonatos nacionales
| Título           | Equipo       | País   | Año    |
| ---------------- | ------------ | ------ | ------ |
| Primera División | Pachuca      | México | 2022-A |
| Primera División | Club América | México | 2024-A |

### Títulos internacionales
| Título                  | Equipo (*) | País          | Año  |
| ----------------------- | ---------- | ------------- | ---- |
| Copa Oro de la Concacaf | México     | EEUU - Canadá | 2023 |

(*) Incluye la Selección.